# دره بی‌لی
دره بی‌لی (به لاتین: Derebeyli) یک منطقه مسکونی در جمهوری آذربایجان است که در شهرستان گوی‌گول واقع شده است.